# Ptyonota
Ptyonota is een geslacht van vlinders van de familie visstaartjes (Nolidae), uit de onderfamilie Chloephorinae.

## Soorten
- P. formosa Hampson, 1894